# Demoparty
 (mai 2008).
Si vous disposez d'ouvrages ou d'articles de référence ou si vous connaissez des sites web de qualité traitant du thème abordé ici, merci de compléter l'article en donnant les références utiles à sa vérifiabilité et en les liant à la section « Notes et références ».
Une demoparty est un événement qui rassemble des programmeurs et des artistes de la scène démo dans le but de confronter leurs productions.
Ces évènements sont structurés et pourvus de prix pas toujours symboliques. Il existe comme dans toute compétition des figures imposées et libres. En l'occurrence les organisateurs créent des catégories où le code est limité en taille, le support (ordinateur) imposé, voire les deux. La demoparty typique s'installe durant le week-end dans un lieu spacieux tel un gymnase, une salle des fêtes. La projection du travail accompli sur grand écran a lieu tard le soir avec l'inévitable remise des prix.
Sur le modèle de la demoparty, la Lan-party rassemble des joueurs de jeux vidéo. Certains événements combinent demoparty et Lan-party.

## Concept
Les visiteurs d'une demoparty apportent souvent leur propre ordinateur pour terminer et montrer leurs travaux. À cet effet, la plupart des réunions proposent un large hall avec tables, électricité et d'habitude un réseau local pour accéder à internet. Dans cette optique de nombreuses parties d'envergure réunissent Lan et démo, pour permettre aux codeurs et joueurs de s'exprimer. Une différence majeure entre Lan et Démo partie est que les codeurs passent beaucoup de temps à converser en dehors de la compétition au lieu d'être rivés à leur écran
Les réunions connues ont essayé de se faire reconnaître du grand public sous une autre dénomination plus acceptable. Alors qu'on utilise le terme demoparty, copieparty ou juste party dans le mouvement lui-même, on se réfère aussi à « conférences informatiques », « foire aux ordinateurs », « festivals informatiques », « festivals d'art numérique », « évènements informatiques pour jeunes » ou  « rencontres geek » ou « festivals pour nerds » pour les médias et le public en général.
Les évènements de la scène démo sont plus fréquents en Europe continentale, avec près de cinquante parties par an. En comparaison, il y a une douzaine de demoparties aux États-Unis. La plupart des évènements sont locaux au sein d'un même pays alors que les plus importantes parties internationales (Breakpoint et Assembly) attirent des visiteurs du monde entier.
La plupart des demoparties sont de petites tailles avec un nombre de visiteurs variant de la douzaine à la centaine. Les plus importantes réunissent des milliers de visiteurs dont beaucoup sont de simples curieux.

## Histoire

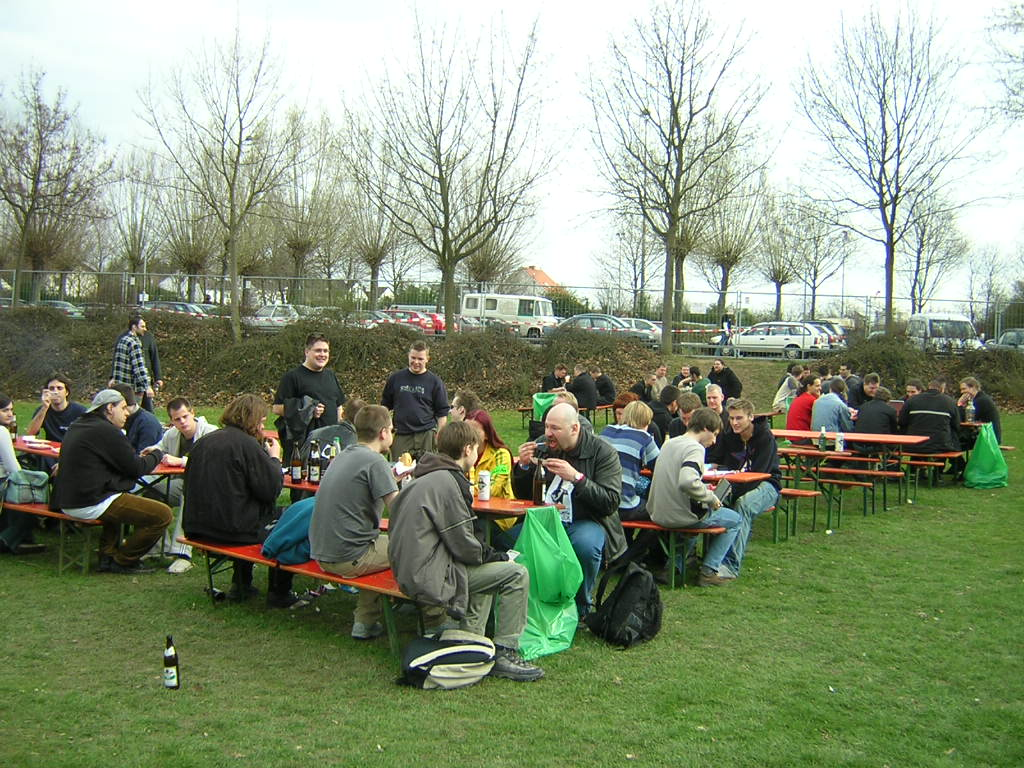
Breakpoint 2005 : la vraie party est dehors

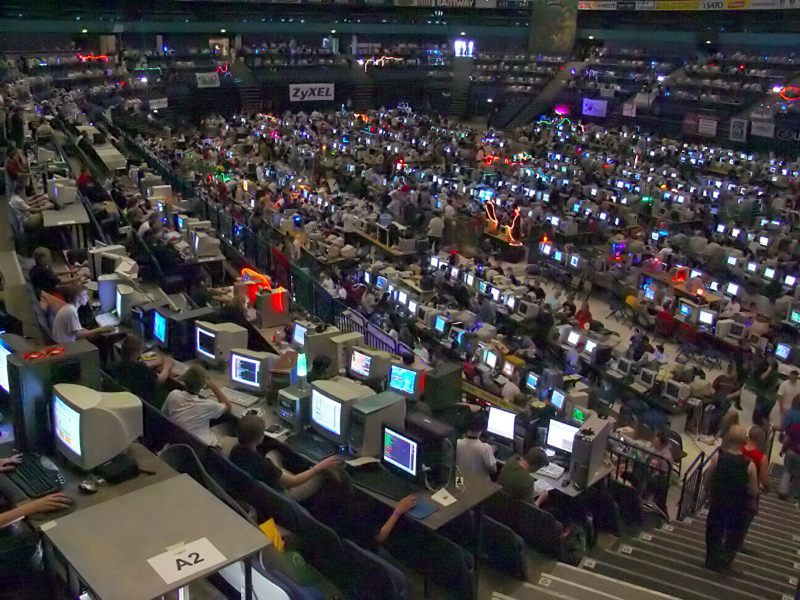
Assembly 2004 : une combinaison de demoparty et LAN party

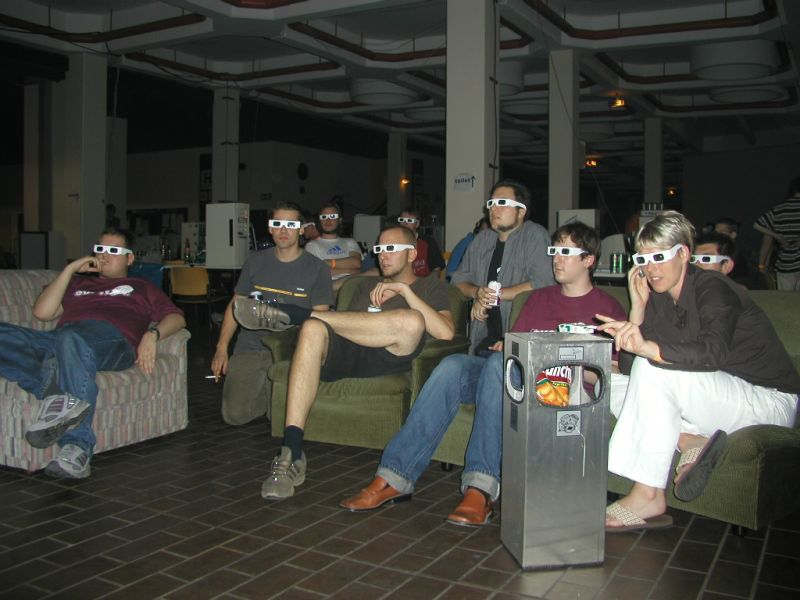
Evoke 2002 : spectateurs lors d'un show room d'animations en 3D.

Les demoparties sont apparues dans les années 1980 sous la forme de copieparties où pirates et demomakers se réunissaient pour partager leurs logiciels, comme la Triad/Fairlight Copyparty du 18 au 21 décembre 1987 en Suède. Les compétitions ne devinrent un aspect majeur qu'au début des années 1990.
Les copieparties relèvent principalement de la scène Amiga, Atari ST et C64. Lorsque les compatibles PC prirent d'assaut le marché, les difficultés à faire des démos et intros s'accrurent. D'autant que les interventions de la police sur les logiciels piratés eurent raison des copieparties, les parties « underground » furent graduellement remplacées par des événements plus mondains qui se firent connaître sous le nom de demoparties. Peu importe les demosceners « old school » préfèrent utiliser le mot « copiepartie » même aujourd'hui.
Durant les années 1990, le principe des événements se déplaça des activités illégales vers les démos et compétitions. La copie illégale fut prohibée explicitement par les organisateurs et beaucoup de réunions bannirent la consommation d'alcool.
Trois demoparties bien connues et appréciées furent établies au début des années 1990 : The Party (1991 — 2002, Danemark), Assembly (1992 —, Finlande) et The Gathering (1991 —, Norvège). Ayant lieu tous les ans et rassemblant des milliers de visiteurs, ces parties étaient les références de cette période. Assembly garde ce statut de nos jours. The Gathering continue d'être organisée chaque année comme une partie « générique », mais la plupart des demosceners préfèrent la Breakpoint (2003 — 2010, Allemagne) qui a succédé au Mekka und Symposium (1997 — 2002, Allemagne) qui a lieu en même temps. Des demoparties plus modestes avaient lieu dans la majorité des pays d'Europe, comme la Saturne Party (en) (1993 — 1997, France), Somewhere in Holland (1993 — 1995, Pays-Bas) ou l'Euskal Encounter (1994 —, Espagne), Wired (en) (1994-1998, Belgique).
L'émergence de demoparties avouables donna naissance à un phénomène pas très bien reçu par la scène démo. Les événements commencèrent à attirer des fans d'informatique non affiliés généralement appelés lamers par les participants historiques. Un groupe particulièrement visible dans ces parties d'envergure depuis les années 1990 sont les joueurs en réseau local, qui souvent s'intéressent peu à la demoscene et utilisent principalement les installations pour des jeux en réseau. De toute façon la majorité des demosceners se sont intéressés aux démos et l'art de les faire après avoir visité une demoparty.